# توئیا

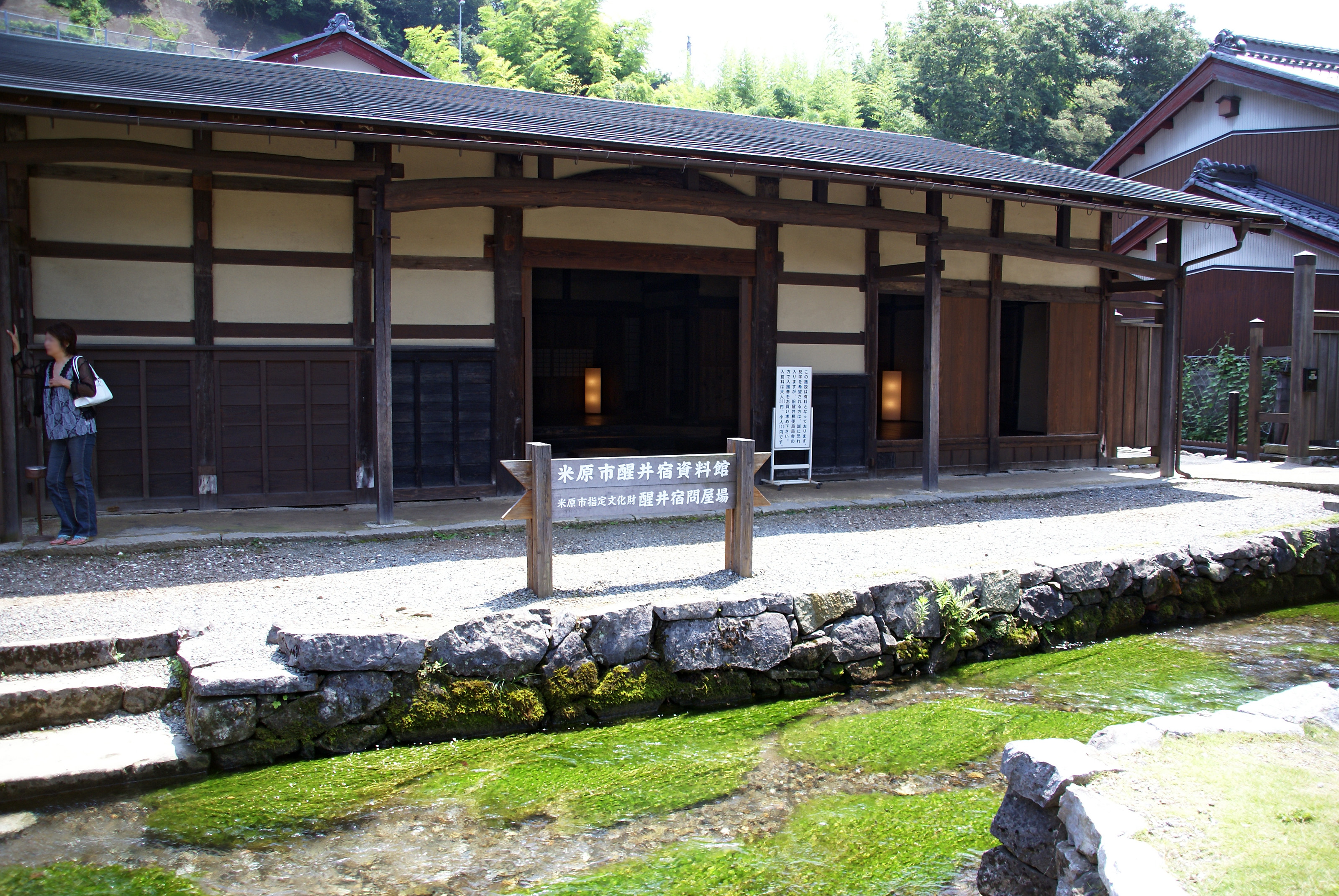
تونیا در ژاپن که امروزه به عنوان یک موزه عمل می‌کند.

توئیا، تونیا (به ژاپنی: 問屋 Ton'ya)، خارج از ادو، کارگزاران تجارت در ژاپن، عمدتاً عمده فروشان، مدیران انبار و مدیران ترابرد باری بودند. این اصطلاح به‌طور یکسان در مورد خود تاجران و مغازه‌ها یا انبارهای آنها صدق می‌کند.